# Catherine Wilkening
Catherine Wilkening (Digione, 16 luglio 1963) è un'attrice francese.
È meglio conosciuta per la sua interpretazione di Mireille, la figura di Maria Maddalena nel film di Denys Arcand del 1989 Jesus de Montreal e per il suo ruolo da protagonista nella serie televisiva poliziesca Marc Eliot. Ha ottenuto una nomination ai Genie Award come migliore attrice all'11° Genie Awards per Jesus of Montreal.

## Biografia
Figlia di un anestesista e di un'insegnante, da adolescente si è iscritta al club di recitazione del suo liceo. Dopo essersi diplomata al liceo, ha lasciato la Borgogna per tentare la fortuna a Parigi e diventare un'attrice. Nel 1987, ha interpretato la protagonista femminile in Mon bel amour - Mio bello amore così sofferto di José Pinheiro, una storia d'amore appassionata e intensa, al fianco di Stéphane Ferrara. Nel 2005 è passata dietro la macchina da presa per dirigere Emily la princesse... cortometraggio di cui ha scritto anche la sceneggiatura, la storia di una bambina che si rifugia nella sua immaginazione.

## Filmografia
- Una storia dei nostri giorni, regia di Claude Lelouch (1986)
- Un amour à Paris, regia di Merzak Allouache (1987)
- Mon bel amour - Mio bello amore così sofferto, regia di José Pinheiro (1987)
- Deux minutes de soleil en plus, regia di Gérard Vergez (1988)
- Contrainte par corps, regia di Serge Leroy (1988)
- Jésus de Montréal, regia di Denys Arcand (1989)
- Le Crime d'Antoine, regia di Marc Rivière (1989)
- La Tribu, regia di Yves Boisset (1991)
- La crisi!, regia di Coline Serreau (1992)
- Mare largo, regia di Ferdinando Vicentini Orgnani (1998)
- Au loin... l'horizon, regia di Olivier Vidal (2002)
- Il Trasformista, regia di Luca Barbareschi (2002)
- Il cuore degli uomini, regia di Marc Esposito (2003)
- Supernova (Expérience #1), regia di Pierre Vinour (2003)
- Ze film, regia di Guy Jacques (2005)
- Le Cœur des hommes 2, regia di Marc Esposito (2007)
- Tombé d'une étoile, regia di Xavier Deluc (2007)
- A vágyakozás napjai, regia di József Pacskovszky (2008)
- Des illusions, regia di Étienne Faure (2009)
- Balkan Bazar, regia di Edmond Budina (2011)
- Le Cœur des hommes 3, regia di Marc Esposito (2013)
- Sans toi, regia di Sophie Guillemin (2022)